# Грациан Старши
Грациан Старши (на латински: Gratianus Major; * ок. 280-те г.) е римски военачалник от илирийски произход, родом от Cibalae, провинция Панония Секунда (дн. Винковци, Хърватия). Баща е на императорите Валентиниан I и Валент.
Грациан Старши получава конгомен Funarius, „въжар“, понеже преди да постъпи на служба в армията е бил продавач на въжета. По времето на Константин Велики става военен трибун и protector domesticus, служи като комит в Северна Африка. При управлението на Констант служи в Британия и командва поделение от комитати (Comitatenses). Имотите му са конфискувани от Констанций II, поради подозрения че Грациан е подкрепял узурпатора Магненций. Въпреки това той запазва репутацията си като частно лице.